# Georg Friedrich (Waldeck-Eisenberg)

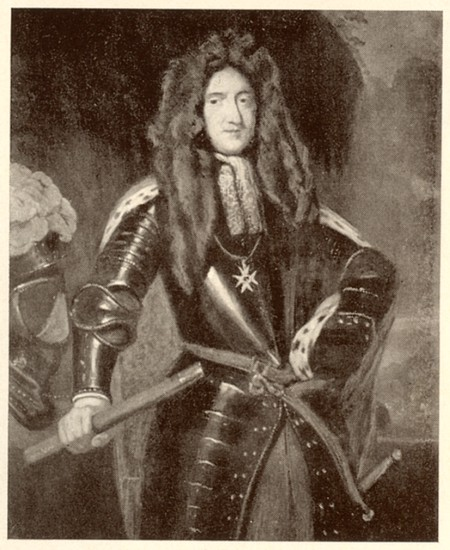
Georg Friedrich von Waldeck (mit dem Großkreuz des Johanniterordens)

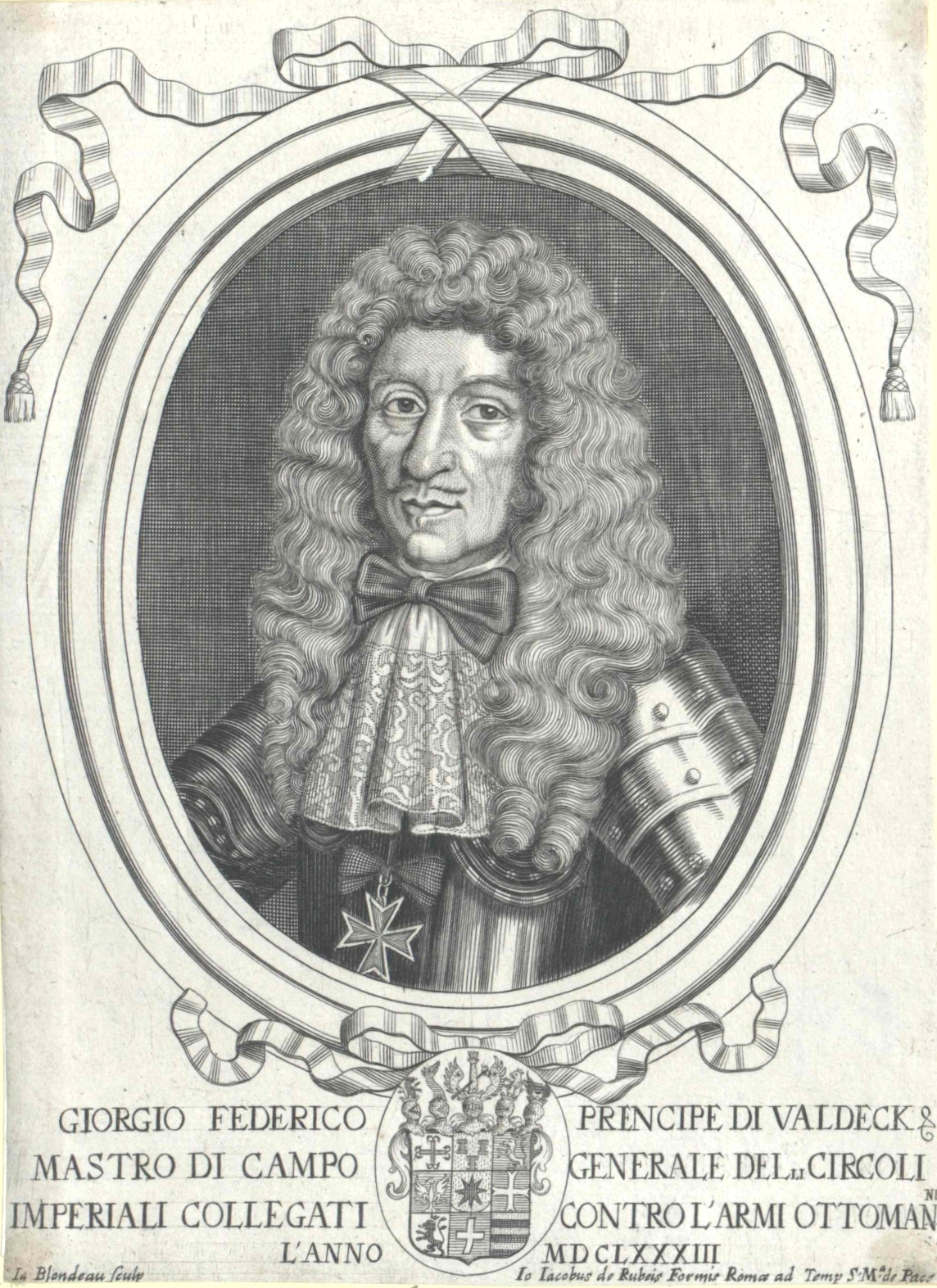
Georg Friedrich von Waldeck, Stich von Jacques Blondeau (1683)

Georg Friedrich von Waldeck (* 31. Januar 1620 im Residenzschloss Arolsen; † 19. November 1692 ebenda) war ein deutscher Generalfeldmarschall und holländischer Generalkapitän. Er erhielt 1682 als erstes Familienmitglied des Hauses Waldeck den Fürstentitel. Dieser war persönlich an ihn gebunden – im Gegensatz zum erblichen Fürstentitel, den die Waldecker 30 Jahre später bekamen.

## Leben und Wirken
Georg Friedrich stammte aus dem Geschlecht der Grafen von Waldeck. Er war der dritte Sohn des Grafen Wolrad IV. von Waldeck zu Eisenberg (1588–1640) und dessen Frau Anna von Baden-Durlach (1585–1649), einer Tochter des Markgrafen Jakob III. von Baden-Hachberg.

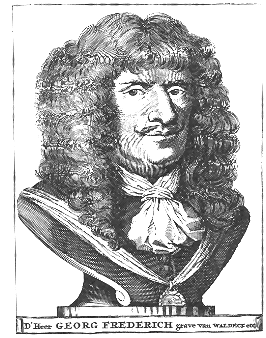
Georg Friedrich (Kupferstich, anonym)

Waldeck trat 1641 in den Dienst der Generalstaaten und 1651 als Generalleutnant in den Dienst Brandenburgs, wo er 1653 als leitender Minister auch an die Spitze der Staatsverwaltung gelangte. Als Leiter des brandenburgischen Kriegswesens und enger innen- und außenpolitischer Vertrauter des Kurfürsten in den folgenden Jahren bemühte sich Georg Friedrich um die Neuordnung der brandenburgischen obersten Regierungsbehörde, des Geheimen Rates, sowie der Hof-, Domänen-, Heeres- und Steuerverwaltung mit dem Ziel, den Kurfürsten und dessen Finanzen von ständischer Bewilligung unabhängig zu machen und damit die für eine aktive Politik erforderlichen Rüstungen zu ermöglichen. Er gab der brandenburgischen Politik eine neue Richtung, als er sich von der kaiserlichen Partei lossagte und ein Bündnis der protestantischen Fürsten zustande zu bringen versuchte. Schon am 10. Dezember 1652 war er vom damaligen Herrenmeister Johann Moritz von Nassau-Siegen zum Johanniterritter geschlagen worden. Er erhielt 1654 die Kommende Lagow.
Am 23. Juni 1656 schloss er das Marienburger Bündnis in Marienburg zwischen Brandenburg und Schweden, in dem sich der brandenburgische Kurfürst Friedrich Wilhelm zum Beistand im Krieg gegen Polen verpflichtete und dafür das Bistum Ermland und vier polnische Woiwodschaften von Schweden zu Lehen erhielt. In der dreitägigen Schlacht bei Warschau im Zweiten Nordischen Krieg, vom 28. bis 30. Juli 1656, befehligte Georg Friedrich die brandenburgische und schwedische Kavallerie; sein jüngerer Bruder Wolrad befehligte als Generalmajor drei Brigaden Infanterie im Zentrum der schwedisch-brandenburgischen Schlachtordnung. 1658 quittierte Georg Friedrich den Dienst beim Großen Kurfürsten, nachdem dieser 1657 mit Polen den Vertrag von Wehlau geschlossen und darin zugesichert hatte, von der schwedischen auf die neu koalierte polnisch-dänische Seite zu wechseln.
Im Jahr 1664, nach dem frühen Tod seines Neffen Heinrich Wolrad, erbte er die Teilgrafschaft Waldeck-Eisenberg sowie die Grafschaft Cuylenburg.
Unter Karl X. Gustav von Schweden kämpfte Georg Friedrich von Waldeck in dessen beiden letzten Feldzügen gegen Dänemark. Danach war er deutscher Generalfeldmarschall 1664 in der Schlacht bei Sankt Gotthard (Mogersdorf). Unter Wilhelm III. von Oranien-Nassau wurde er Stabschef des holländischen Heeres.
1682 wurde er von Kaiser Leopold I. als Fürst von Waldeck in den Reichsfürstenstand erhoben. Die geringe Finanzkraft seines Fürstentums, die schon seine Vorfahren zu vielen Verpfändungen ihrer Einkünfte gezwungen hatte, zwang Georg Friedrich zu einer Anleihe von 1 Million Mark beim Landgrafen Karl von Hessen-Kassel.
Während des Türkenkrieges führte Georg Friedrich von Waldeck 1683 die Kreistruppen Bayerns, Frankens und Oberhessens zur Beendigung der türkischen Belagerung zum Entsatzheer nach Wien. Er war dann ab 1685 unter Herzog Karl von Lothringen und Kurfürst Max Emanuel von Bayern als selbständiger Heerführer tätig.
Georg Friedrich wurde 1688 von Wilhelm III. als Generalkapitän der Niederlande berufen, als dieser nach England abreiste. 1689 verteidigte er im Verein mit Brandenburg in Belgien den Niederrhein gegen die Franzosen. Er siegte bei Walcourt, wurde aber 1690 in der Schlacht bei Fleurus und 1691 in der Schlacht bei Leuze von Marschall Montmorency-Luxembourg geschlagen.
1689 war er zum Herrenmeister der Ballei Brandenburg des Johanniterordens gewählt worden.
Georg Friedrich von Waldeck starb am 19. November 1692 in Arolsen und wurde in Korbach beerdigt. Seine Teilgrafschaft ging, da seine vier Söhne alle vor ihm verstorben waren, aufgrund eines 1685 geschlossenen Erbvertrags an seinen Vetter Christian Ludwig von Waldeck-Wildungen, der damit beide Teile der Grafschaft zum ersten Mal seit 1397 wieder in einer Hand vereinte.
Die Georg-Friedrich-Kaserne in Fritzlar ist nach ihm benannt.

## Nachkommen
Aus seiner am 29. November 1643 in Cuylenburg geschlossenen Ehe mit Elisabeth Charlotte (1626–1694), einer Tochter des Grafen Wilhelm von Nassau-Siegen (1592–1642), stammten:
- Wolrad Christian (1644–1650)
- Friedrich Wilhelm (1649–1651)
- Louisa Anna (1653–1714) ⚭ Georg IV., Graf von Erbach-Fürstenau
- Charlotte Amalie (1654–1657)
- Karl Wilhelm (1657–1670)
- Karl Gustav (1659–1678)
- Sophie Henriette (1662–1702) ⚭ Ernst, Herzog von Sachsen-Hildburghausen
- Albertine Elisabeth (1664–1727) ⚭ Philipp Ludwig, Graf von Erbach-Erbach

## Grabinschrift
Die Inschrift auf dem Grab in der Nikolaikirche in Korbach besagt:
Georg Friedrich von Gottes Gnaden, Fürst von Waldeck, Graf in Pyrmont und Cuylenburg.
Meister des Johanniter-Ordens in der Mark, in Sachsen, in Pommern und in Mecklenburg. Propst der Domkirche zu Halberstadt und Kommendator zu Lagow.
Der Hl. Kaiserlichen Majestät und der vereinigten niederländischen Provinzen Generalfeldmarschall und Gouverneur von Maastricht.

## Historische Quellen
Die wichtigsten Dokumente über das Leben und politische Wirken Georg Friedrichs werden im Hessischen Staatsarchiv Marburg verwahrt. Korrespondenzen mit bedeutenden Staatsmännern sowie Denkschriften zu Reichsverfassungs- und Militärfragen enthält der im 19. Jahrhundert gebildete Bestand 117 Politisches Archiv des Fürsten Georg Friedrich. Weitere Unterlagen sind in den verschiedenen Beständen der Waldecker Älteren Kanzleien (Beständegruppe 115) überliefert.